# IronPython
IronPython è un'implementazione del linguaggio di programmazione Python funziona sulle implementazioni del .NET Framework. Jim Hugunin ha creato il progetto ed ha contribuito attivamente ad esso fino alla versione 1.0 che è stata distribuita il 5 settembre 2006.
Successivamente il progetto è stato sostenuto da un piccolo team di Microsoft che ha prodotto nel dicembre 2008 la versione 2.0 e lo ha portato avanti fino al rilascio della versione 2.7 Beta 1 nel novembre del 2010. Attualmente è gestito da un gruppo di volontari nel repository open-source CodePlex di Microsoft.
IronPython è scritto interamente in C#, soltanto una piccola parte del suo codice è generato automaticamente dal linguaggio Python.
Importante dire che IronPython è sostenuto dal DLR ovvero il Dynamic Language Runtime, ed ha una biblioteca che gira in Common Language Infrastructure che fornisce la tipizzazione dinamica e la spedizione del metodo dinamico.
La DLR è parte del Framework .NET ed è anche una parte del build branch di Mono. Il DLR può anche essere utilizzato come una libreria di implementazioni. L'idea alla base dei linguaggi Iron* era di avere un ambiente di scripting per creare applicazioni personalizzabili via script, o per creare dei DSL interni.

## Versioni
La versione 2.0, distribuita a dicembre 2008, e aggiornata 2.0.3 il 23 ottobre 2009, si rivolge CPython 2,5. IronPython 2.0.3 è compatibile fino al Framework.NET 3.0.
La versione 2.6, distribuita l'11 dicembre 2009 e aggiornato il 12 aprile 2010, si rivolge soltanto al CPython 2.6. Mentre la versione di IronPython 2.6.1 è compatibile a livello binario solo con Framework.NET 4.0. Però IronPython 2.6.1 deve essere compilato dai sorgenti per funzionare su Framework.NET 3.0. Iron Python 2.6.2, distribuita a metà ottobre 2010, anch'essa è compatibile a livello binario ma con entrambi Framework.NET 3.0 e Framework.NET 4.0.
La 2.7 è stata distribuita a metà marzo 2011 e si rivolge CPython 2.7., anche la 2.7.1 è stata distribuita il 21 ottobre 2011 e si rivolge anch'essa a CPython 2.7..
Quest'ultima versione 2.7.2.1 è stata distribuita il 13 marzo 2012, ed ha il supporto per le librerie in formato zip e gli eseguibili compilati.

## Silverlight
IronPython, supportato in Silverlight, può essere utilizzato come un motore di scripting nel browser proprio come JavaScript.
Gli script IronPython, vengono passati come un semplice script in JavaScript, ecco come: <script> -tag. In più è anche possibile modificarne il markup XAML.
Questa tecnologia è chiamata Gestalt.
```
//DLR initiation script.

<
script
 
src
=
"http://gestalt.ironpython.net/dlr-latest.js"
 
type
=
"text/javascript"
><
/script>

//Client-side script passed to IronPython and Silverlight.

<
script
 
type
=
"text/python"
>

    
window
.
Alert
(
"Hello from Python"
)

<
/script>

```

Lo stesso vale per IronRuby

## Licenze
Fino alla versione 0.6 IronPython è stato distribuito sotto la Licenza Creative Commons, in seguito nel mese di agosto del 2004, IronPython è stato assorbito da Microsoft quindi è cambiata licenza. Con la versione 2.0 alpha la licenza è stata ancora una volta cambiata. Le ultime versioni sono state distribuite sotto licenza Apache 2.0.

## Esempi
Il seguente script IronPython manipola gli oggetti .NET Framework. Questo script può essere fornito da uno sviluppatore di applicazioni lato client di terze parti e passato al framework lato server tramite un'interfaccia. Si noti che né l'interfaccia né il codice lato server vengono modificati per supportare l'analisi richiesta dall'applicazione client.
```
from
 
BookService
 
import
 
BookDictionary

 

booksWrittenByBookerPrizeWinners
 
=
 
[
book
.
Title
 
for
 
book
 
in
 
BookDictionary
.
GetAllBooks
()
 
                                    
if
 
"Booker Prize"
 
in
 
book
.
Author
.
MajorAwards
]

```

In questo caso, supponiamo che .NET Framework implementi una classe, BookDictionary, in un modulo chiamato BookService e pubblichi un'interfaccia in cui è possibile inviare ed eseguire gli script IronPython.
Questo script, quando inviato a quell'interfaccia, scorrerà l'intero elenco di libri gestiti dal framework e selezionerà quelli scritti dagli autori vincitori del Booker Prize.
La cosa interessante è che la responsabilità di scrivere l'analisi effettiva risiede nello sviluppatore lato client. Le richieste per lo sviluppatore lato server sono minime, essenzialmente fornendo solo l'accesso ai dati mantenuti dal server. Questo modello di progettazione semplifica notevolmente la distribuzione e la manutenzione di framework applicativi complessi.
Lo script seguente usa .NET Framework per creare un semplice messaggio Hello World.
```
import
 
clr

clr
.
AddReference
(
"System.Windows.Forms"
)

from
 
System.Windows.Forms
 
import
 
MessageBox

MessageBox
.
Show
(
"Hello World"
)

```